# Iván Boldin
Iván Vasílievich Boldin (en ruso: Ива́н Васи́льевич Бо́лдин; Visokaia, Imperio ruso, 3 de agostojul./ 15 de agosto de 1892greg. - Kiev, Unión Soviética, 28 de marzo de 1965) fue un líder militar soviético que combatió durante la Segunda Guerra Mundial en las filas del Ejército Rojo, donde alcanzó el grado militar de coronel general (1945).

## Biografía

### Infancia y juventud
Iván Boldin nació el 15 de agosto de 1892 en el seno de una familia de campesinos acomodados en la localidad de Visokaia en la gobernación de Penza —en esa época situada en el Imperio ruso, actualmente ubicada en Mordovia en Rusia—. Gracias a la desahogada economía familiar, Boldin tuvo la suerte de asistir a la escuela primaria y dos años a la secundaria antes de comenzar a trabajar con su padre. En 1914 se trasladó a la aldea de Vysokaya donde trabajó en el procesamiento de cereales y en su posterior panificación. Fue reclutado en el Ejército Imperial Ruso el 28 de julio de 1914, durante la Primera Guerra Mundial. Recibió varios meses de entrenamiento de infantería antes de que su regimiento, el 23.º Regimiento de Fusileros, fuera enviado a Sarakomysh en el frente del Cáucaso. Sirvió durante tres años en dicho frente contra los turcos, participando en operaciones alrededor de Erzurum y Kars. Por su valentía en combate, recibió dos cruces de San Jorge.
Después de la Revolución de Febrero de 1917, se volvió políticamente activo. Se desempeñó como miembro electo de los comités revolucionarios de su regimiento y división hasta que fue desmovilizado en diciembre, momento en que regresó a su aldea natal. Después de que los bolcheviques tomaron el poder, se involucró activamente en la política local y regional. Del 7 de enero al 14 de marzo de 1918, fue subdirector del Comité Ejecutivo del raión de Iglinó, luego lo presidió hasta el 7 de enero de 1919. Se unió al Partido Comunista —en esa época conocido como Partido Obrero Socialdemócrata de Rusia (bolchevique)— en junio de 1918 y asistió al Congreso de los Soviets de toda Rusia en julio en representación de Penza. Posteriormente, ocupó varios cargos en la administración local y en el Partido.
En octubre de 1919, se unió como voluntario en el Ejército Rojo en el combatió en la guerra civil rusa. En su apogeo, se desempeñó como comandante de compañía luchando contra las fuerzas finlandesas en la península de Carelia durante la guerra civil finlandesa. Luego combatió en el Frente Occidental, luchando en defensa de Petrogrado contra las fuerzas antibolcheviques del Ejército Blanco, y luego contra las fuerzas polacas cerca de Pólatsk y Lépiel en la Guerra polaco-soviética. En abril de 1920, fue ascendido a comandante de batallón y en agosto a comandante de regimiento. En diciembre de 1921, había demostrado suficiente capacidad militar como para inscribirse en la Escuela Superior de Táctica y Tiro del Estado Mayor del Ejército Rojo conocidos popularmente como cursos Vystrel, en la que se graduó en septiembre de 1923.

### Periodo de entreguerras
En 1923, después de su graduación fue enviado a Tula, donde sirvió en la 84.º división de fusileros, primero como comandante y comisario militar de los 252.º y 250.º regimientos de fusileros y posteriormente como asistente del comandante de división. Desde septiembre de 1924, fue comandante y comisario militar del Regimiento Independiente de Fusileros de Moscú. desde octubre de 1926, fue comandante asistente de la 19.ª División de Fusileros (Vorónezh), y desde noviembre de 1928 comandante en jefe de esta división. Además, de junio a noviembre de 1929, ejerció temporalmente el puesto de comandante del 10.º Cuerpo de Fusileros. De noviembre de 1925 a octubre de 1926, estudió en los cursos de formación avanzada para el estado mayor de la Academia Militar Frunze.
A partir de mayo de 1930, trabajó como profesor de táctica en la Academia Político-Militar del Ejército Rojo N. G. Tolmachev. En agosto de 1930, fue nombrado jefe y comisario militar de la Escuela Conjunta de Reentrenamiento del Jefe de Estado Mayor de la Industria de Defensa de la URSS (Leningrado). En el período comprendido entre abril de 1931 y diciembre de 1934, fue comandante y comisario militar de la 53.º División de Fusileros de Pugachev en el Distrito Militar del Volga (Sarátov), luego ingresó en la Academia Militar Frunze donde se graduó en diciembre de 1936.
Después de su graduación, se desempeñó como inspector de la Dirección de Entrenamiento de Combate del Ejército Rojo. En abril de 1937 - Comandante de la 18 División de Infantería del Distrito Militar de Leningrado (Petrozavodsk). En 1938 fue comandante del 17.º Cuerpo de Fusileros del Distrito Militar de Kiev (Vínnytsia). Desde agosto de 1938 - Comandante de las tropas del recién creado Distrito Militar de Kalinin. El 7 de octubre de 1938, fue aprobado como miembro del Consejo Militar dependiente del Comisariado del Pueblo para la Defensa de la URSS.
En septiembre de 1939, comandó un grupo de caballería mecanizada del Distrito Militar Especial de Bielorrusia durante la invasión soviética de Polonia. El grupo estaba formado por el 5.º Cuerpo de Fusileros, el 6.º Cuerpo de Caballería Cosaca de Stalin y el 15.º Cuerpo de Tanques. Este grupo capturó las ciudades de Novogrúdok, Slonim, Vawkavysk, Grodno, Białystok y Baránavichi.
En octubre de 1939, después de participar en un viaje de inspección a Letonia, fue nombrado comandante del Distrito Militar de Odesa. En junio de 1940, con el objetivo de anexar la región de Besarabia a la URSS, se formó el Frente Sur, a las órdenes de Zhúkov, a partir del Distrito Militar Especial de Kiev. Entre los días 28 y 30 de junio, el 9.º Ejército del Frente Sur, al mando del teniente general Boldin invadió Besarabia sin encontrar resistencia por parte del Ejército de Rumanía. Después del final de la campaña, el ejército se disolvió y Boldin volvió a ser el comandante de las tropas del distrito. En septiembre de 1940 fue trasladado al Distrito Militar Especial Oeste para ocupar el cargo de subcomandante de las tropas del distrito, y desde enero de 1941, comandante adjunto del Distrito Militar Especial Oeste.

### Segunda Guerra Mundial
El 22 de julio de 1941, al iniciarse la invasión alemana de la Unión Soviética era el adjunto del general del ejército Dmitri Pávlov, comandante del Distrito Militar Oeste. Ambos hombres vieron indicios claros del inminente ataque, pero sus advertencias al Alto Mando fueron ignoradas. 

#### Defensa de Bielorrusia

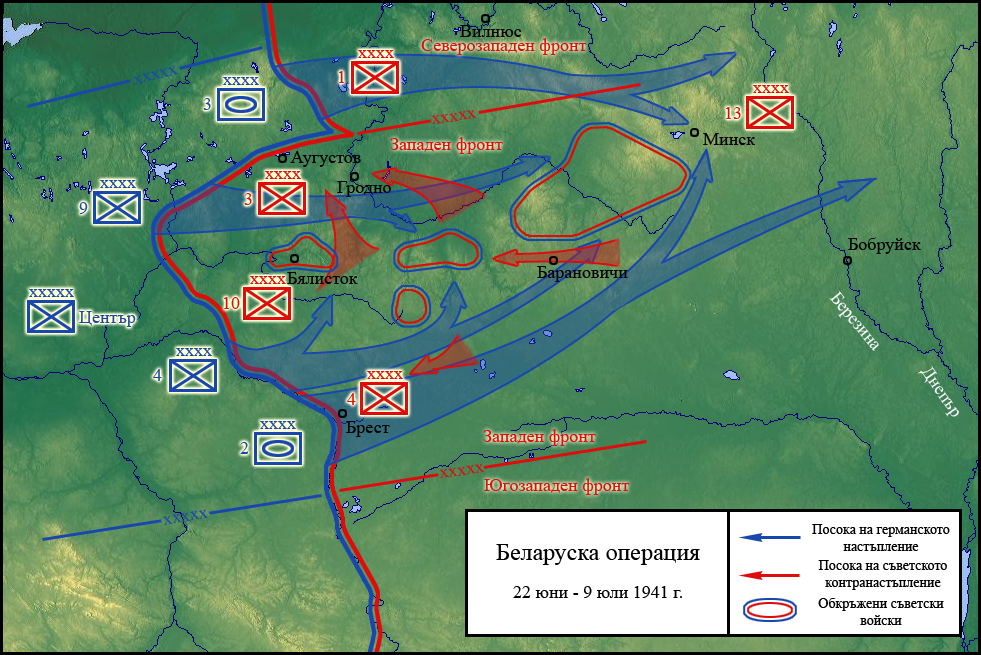
Croquis de la batalla de Białystok–Minsk (en ruso)

Pávlov cuyo cuartel general se encontraba en Minsk, no tenía una idea clara de la situación de sus ejércitos en la zona de Bialystok debido al colapso de la comunicaciones, por lo que decidió enviar, en avión, a su ayudante el teniente general Iván Boldin para que investigara. Bodin aterrizó en un aeródromo en los alrededores de Bialystok y, nada más aterrizar, un ataque aéreo alemán destruyó todos los aviones del aeródromo, incluido el suyo.
Detuvo un camión atestado de soldados y les dijo que lo llevaran al cuartel general del 10.º Ejército (comandante Konstantín Golubev) en Bialystok. Al anochecer Bodin llegó al puesto de mando del 10.º Ejército a unos doce kilómetros de Bialystok. Allí se enteró por Golubev que sus camiones y tanques carecían de gasolina porque varios ataques aéreos habían destruido sus depósitos de combustible, la munición prometida no había llegado, sus tanques eran máquinas viejas «que solo valían para cazar gorriones» el movimiento de tropas era imposible debido al total control del aire que tenía la Luftwaffe. «Mis hombres están luchando como héroes», dijo Golubev, «¿pero qué pueden hacer contra tanques o aviones?».
El 24 de junio, el general Pávlov organizó un contraataque al mando del subcomandante del Frente Oeste el teniente general Iván Boldin, para llevar a cabo dicho contraataque el general Boldin asumió el mando de los VI y XI Cuerpos Mecanizados, así como del VI Cuerpo de Caballería, el ataque se lanzó en dirección norte hacia Grodno, para evitar el cerco de las unidades soviéticas desplegadas en los alrededores de Bialytok. Para el 25 de junio las tropas al mando de Boldin habían sido virtualmente destruidas, principalmente debido a los ataques aéreos. Sus restos llegaron a Slonim con apenas un puñado de supervivientes y algunos tanques. A pesar de las graves pérdidas soviéticas, el contraataque organizado por Pavlov, permitió que muchas unidades escaparan del cerco en el área de Bialytok al este de Minsk, pero el alivio fue solo temporal y el 27 de junio, los ejércitos soviéticos 3.º, 4.º y 10.º fueron rodeados al oeste de Minsk. Boldin, a la cabeza de un pequeño grupo, pasó los siguientes 45 días luchando por sobrevivir detrás de las líneas enemigas. Finalmente, el 10 de agosto, condujo a un total de 1650 oficiales y soldados de regreso a las líneas soviéticas cerca de Smolensk, a 640 kilómetros de distancia. La Orden N.º 270 de la Stavka elogió la hazaña de la «división» de Boldin.

#### Batalla de Moscú

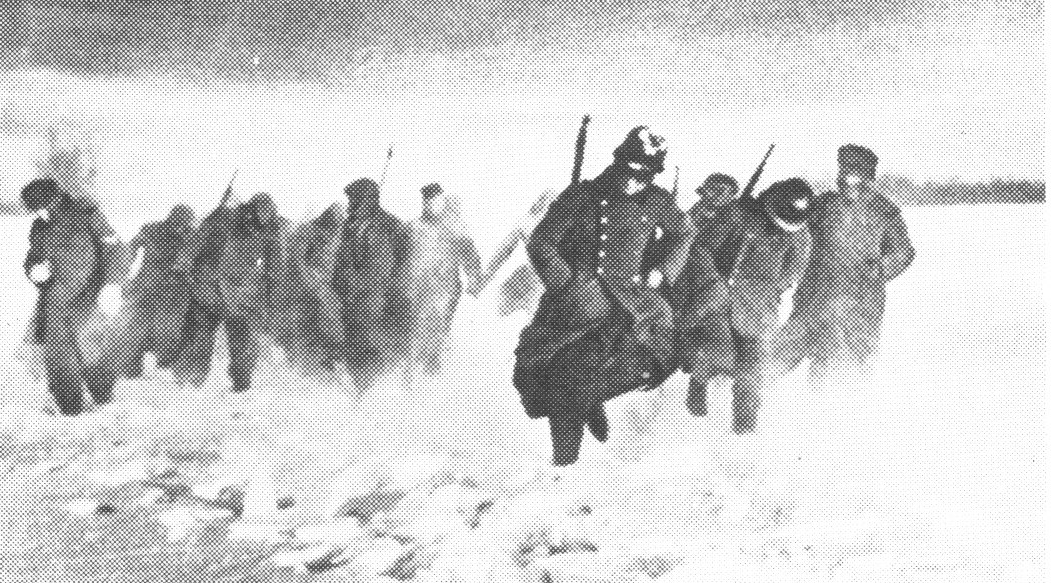
Tropas alemanas se retiran de los alrededores de Moscú

Su siguiente puesto fue en el reconstituido Frente Oeste, como adjunto del coronel general Iván Kónev. Cuando el Grupo de Ejércitos Centro lanzó la Operación Tifón el 2 de octubre, se asignó a Boldin para comandar un grupo operativo del Frente, formado por tres divisiones de fusileros y dos brigadas de tanques, una vez más para montar un contraataque contra los flancos del 3.er Ejército Panzer, los día 3 y 4 de octubre con el objetivo de cubrir la retirada de varias unidades soviéticas en riesgo de ser copadas. La Stavka había autorizado dicha retirada una vez fue evidente el riesgo de cerco. En las desesperadas batallas posteriores, la mayor parte de los 19.º, 20.º, 24.º y 32.º ejércitos soviéticos así como una parte del grupo operativo de Bodin fueron cercados al oeste de Viazma cuando enlazaron allí las puntas de lanza de los 3.er y 4.º ejércitos panzers. En la madrugada del 12 al 13 de octubre, al menos dos divisiones consiguieron escapar del cerco a través de un sector pantanoso débilmente guarnecido por los alemanes. A continuación, el resto de tropas soviéticas destruyeron su equipo pesado y huyeron en pequeños grupos hacia las líneas soviéticas. En el curso de la fuga, Boldin resultó herido y pasó el mes siguiente en el hospital y recuperándose en Moscú.
El 22 de noviembre, el mariscal Borís Sháposhnikov, jefe del Estado Mayor del Ejército Rojo, lo asignó al mando del 50.º Ejército, nuevamente en el reconstituido Frente Oeste con la misión prioritaria de defender los alrededores de la ciudad de Tula. El comandante anterior, el mayor general Arkadi Yermakov, había sido arrestado por incumplimiento del deber como resultado de sus acciones cuando el ejército fue parcialmente rodeado en Briansk. El 50.º Ejército de Boldin lanzó repetidos contraataques contra el 2.º Ejército Panzer de Guderian. Las dificultades de aprovisionamiento de las tropas alemanas, las duras condiciones invernales y la cada vez mayor resistencia soviética ralentizaron cada vez más el avance alemán hasta detenerlo completamente. Guderian solicitó reiteradamente que la ofensiva fuera cancelada pero Hitler se negó. A principios de diciembre, el 50.º Ejército, junto con el 1.er Cuerpo de Caballería de la Guardia del comandante Pável Belov y el 10.º Ejército al mando de Filip Gólikov, pasaron a la ofensiva y obligaron a las fuerzas de Guderian a retroceder desde los accesos del sur de Moscú a una línea al sur de Tula más defendible. Guderian ordenó a sus tropas que se atrincheraran, desobedeciendo así las órdenes de Hitler.

#### Contraofensiva soviética de invierno de 1941-1942

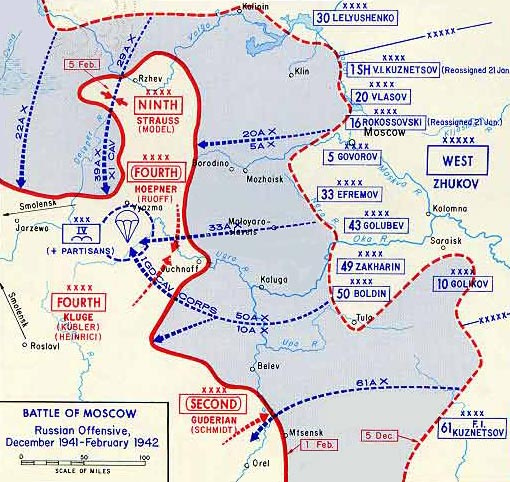
Mapa de la contraofensiva soviética de invierno de 1941

El 8 de enero de 1942, el 50.º Ejército lanzó la segunda fase de la contraofensiva de Moscú con un ataque sorpresa a las posiciones alemanas al sureste de Tula. El día 18, Boldin lanzó un grupo móvil del ejército a la batalla, que rompió las debilitadas defensas alemanas y liberó la ciudad de Kaluga. Boldin recibió mucho crédito por esto, que compartió con el mayor general Pável Belov, comandante del 1.er Cuerpo de Caballería de la Guardia que fue quien realmente lideró el ataque. Después de esto, el 50.º Ejército presionó hacia el oeste como parte de las Batallas de Rjev, haciendo esfuerzos repetidos y cada vez más inútiles para cortar la carretera Smolensk - Moscú y rodear el Grupo de Ejércitos Centro.
El 14 de abril, el Ejército atacó para intentar unirse al tropas del 1.er Cuerpo de Caballería de la Guardia de Belov y del 33.º Ejército del teniente general Mijaíl Efremov que habían sido rodeadas en una estrecha bolsa al sur de Smolensk-Viazma en un área de 2500 km², y en un punto llegó a estar a apenas dos kilómetros de las tropas cercadas, pero al día siguiente los contraataques alemanes le obligaron a retroceder. A medida que el Ejército se debilitaba por el desgaste y las fuerzas alemanas recuperaban el equilibrio, Boldin mostró su frustración en numerosas ocasiones. El 22 de abril informó con enojo a sus superiores que estaba siendo frenado por la falta de municiones, debido a las malas condiciones de las carreteras para el transporte sobre ruedas: «Como medida extrema, en algunas unidades las tropas llevan los suministros a mano». También se quejó por la falta total de apoyo aéreo. La distancia, la falta de transporte motorizado y el mal tiempo imposibilitaron que las fuerzas de socorro llegaran a las tropas rodeadas, en estas condiciones la ofensiva de Boldin se detuvo. Las tropas del Mijaíl Efremov recibieron algunos refuerzos aerotransportados y envíos de suministros por vía aérea pero claramente insuficientes para resistir.
Durante el resto de 1942 y principios de 1943, el 50.º, reducido a solo cuatro divisiones de fusileros y unas pocas unidades de apoyo, mantuvo una posición defensiva al suroeste de Moscú. Desempeñó un papel muy limitado en la Operación Buffel (del 1 al 22 de marzo de 1943), liberando un pequeño sector en la base del Saliente de Rzhev cuando los alemanes se retiraron. Boldin permaneció al mando del 50.º Ejército hasta febrero de 1945, siendo ascendido al rango de coronel general el 15 de julio de 1944.

#### Final de la guerra

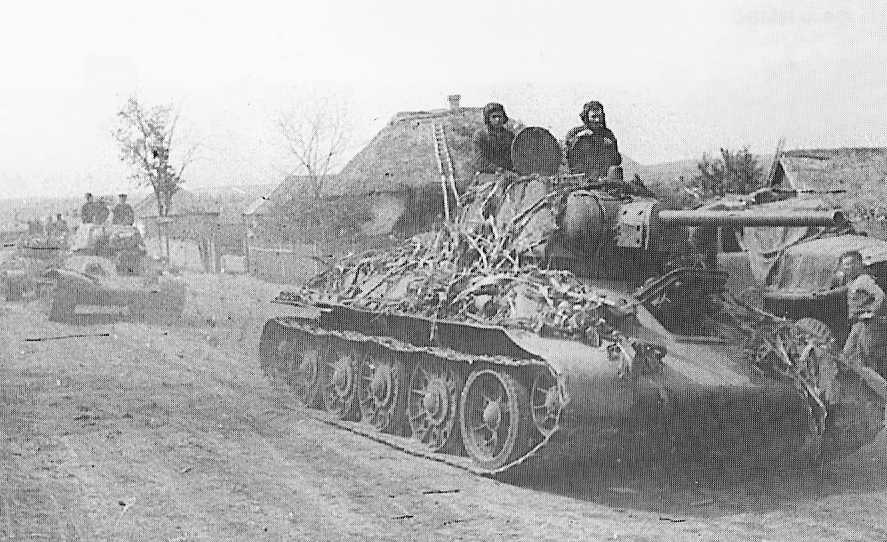
Tanques soviéticos T-34/76 durante la Operación Kutuzov

En el verano de 1943, el 50.º Ejército de Boldin, formado por 62 800 hombres, 1071 piezas de artillería y 87 tanques y cañones de asalto encuadrados en siete divisiones de fusileros y una brigada de tanques, participó en la Operación Kutúzov (julio-agosto de 1943) un ataque conjunto de los Frentes Oeste (Vasili Sokolovski), Briansk (Markián Popov) y Central (Konstantín Rokossovski), contra el flanco norte de la penetración alemana durante la Batalla de Kursk, esta operación permitió liberar las ciudades de Orel (5 de agosto) y Briansk (18 de agosto), eliminando por completo el saliente alemán de Orel y dejando expedito el camino para la liberación de Smolensko.
En octubre de 1943, el 50.º Ejército fue transferido al Frente Bielorruso y Boldin quedó bajo el mando del general Konstantín Rokossovski. Este lo mantuvo en papeles limitados hasta que, en abril de 1944, su ejército fue transferido al Segundo Frente Bielorruso del comandante Iván Petrov. Donde combatió en la Operación Bagratión, destacando en la destrucción de las fuerzas alemanas cercadas en los alrededores de Moguiliov (actual Mahiliou) y posteriormente se encargaron de destruir a las tropas alemanas del 4.º Ejército cercadas en una inmensa bolsa en los alrededores de Minsk. Después, el 50.º Ejército de Boldin continuó avanzando en la retaguardia del avance acorazado soviético, destruyendo las fuerzas alemanas dejadas atrás por los tanques soviéticos, en dirección a Grodno en las cercanías del río Neman y la frontera con Polonia, donde detuvo su avance.

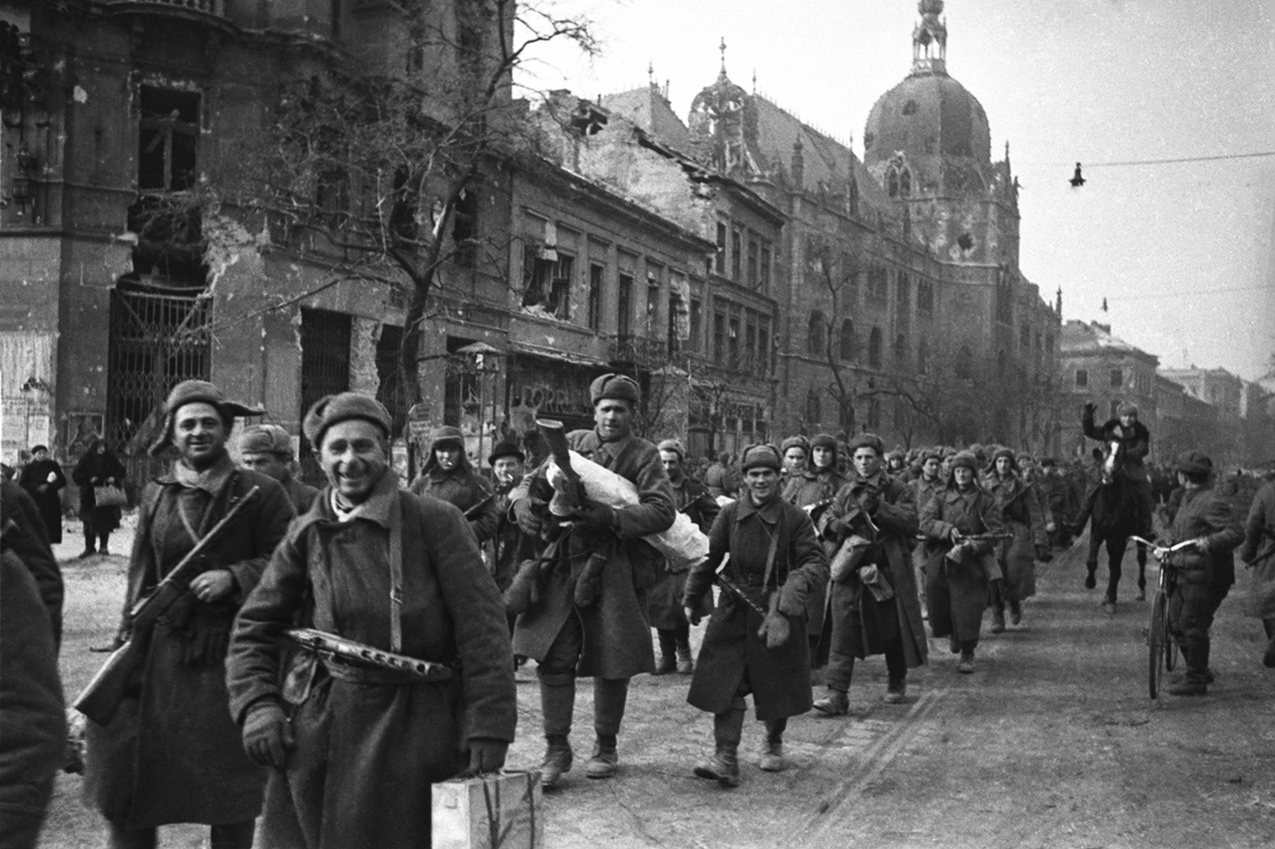
Soldados soviéticos entrando en Budapest

Posteriormente, en noviembre, Rokossovski fue trasladado al Segundo Frente Bielorruso, y nuevamente Boldin estuvo bajo su mando. Cuando comenzó la ofensiva de Prusia Oriental el 14 de enero de 1945, se envió al 50.º Ejército para vigilar a las fuerzas alemanas que defendían el Canal de Augustów. Todos menos una pequeña retaguardia de las tropas alemanas se escabulleron para evitar luchar contra las fuerzas principales del Frente y pasaron 48 horas antes de que Boldin se diera cuenta, mientras informaba que la fuerza completa enemiga todavía estaba en su lugar. Rokossovski había visto suficiente, y en febrero, justo cuando el ejército fue transferido al Tercer Frente Bielorruso, Boldin fue relevado del mando, y su jefe de Estado Mayor, el teniente general Fiódor Ozerov, asumió el mando por un tiempo. En abril de 1945, Boldin fue nombrado comandante adjunto del Tercer Frente Ucraniano y participó en las batallas finales en Budapest y en Viena.

### Posguerra
A partir de julio de 1945, pasó un año al mando del 27.º Ejército. Luego obtuvo la prestigiosa asignación de mando del 8.º Ejército de Guardias del Grupo de Fuerzas Soviéticas en Alemania, que ocupó hasta marzo de 1951, probablemente debido a su confiabilidad política. Estuvo al mando del Distrito Militar de Siberia Oriental durante dos años y, después de un breve período en el Distrito Militar de Gorki, fue asignado como Comandante en Jefe Adjunto del Distrito Militar de Kiev hasta 1958 que se jubiló.
Posteriormente, fue nombrado Consultor Militar del Grupo de Inspectores Generales del Ministerio de Defensa. En 1961, publicó sus memorias, «Páginas de vida», y también varios artículos sobre los primeros días de la guerra y su papel en la defensa de Tula en la revista «Voenno-istoricheskii Zhurnal» (revista de historia militar). Murió en Kiev el 28 de marzo de 1965 y fue enterrado en el Cementerio de Baikove.

## Memorias
- Boldin Iván. V. Páginas de vida. - Moscú: Publicaciones militares, 1961.
- Boldin Iván. V. Cuarenta y cinco días tras las líneas enemigas. // "Revista de Historia Militar". - 1961. - N.º 4. - PP = 64-82.

## Promociones
- Kombrig (17 de febrero de 1936)
- Komdiv (22 de febrero de 1938)
- Komkor (9 de febrero de 1939)

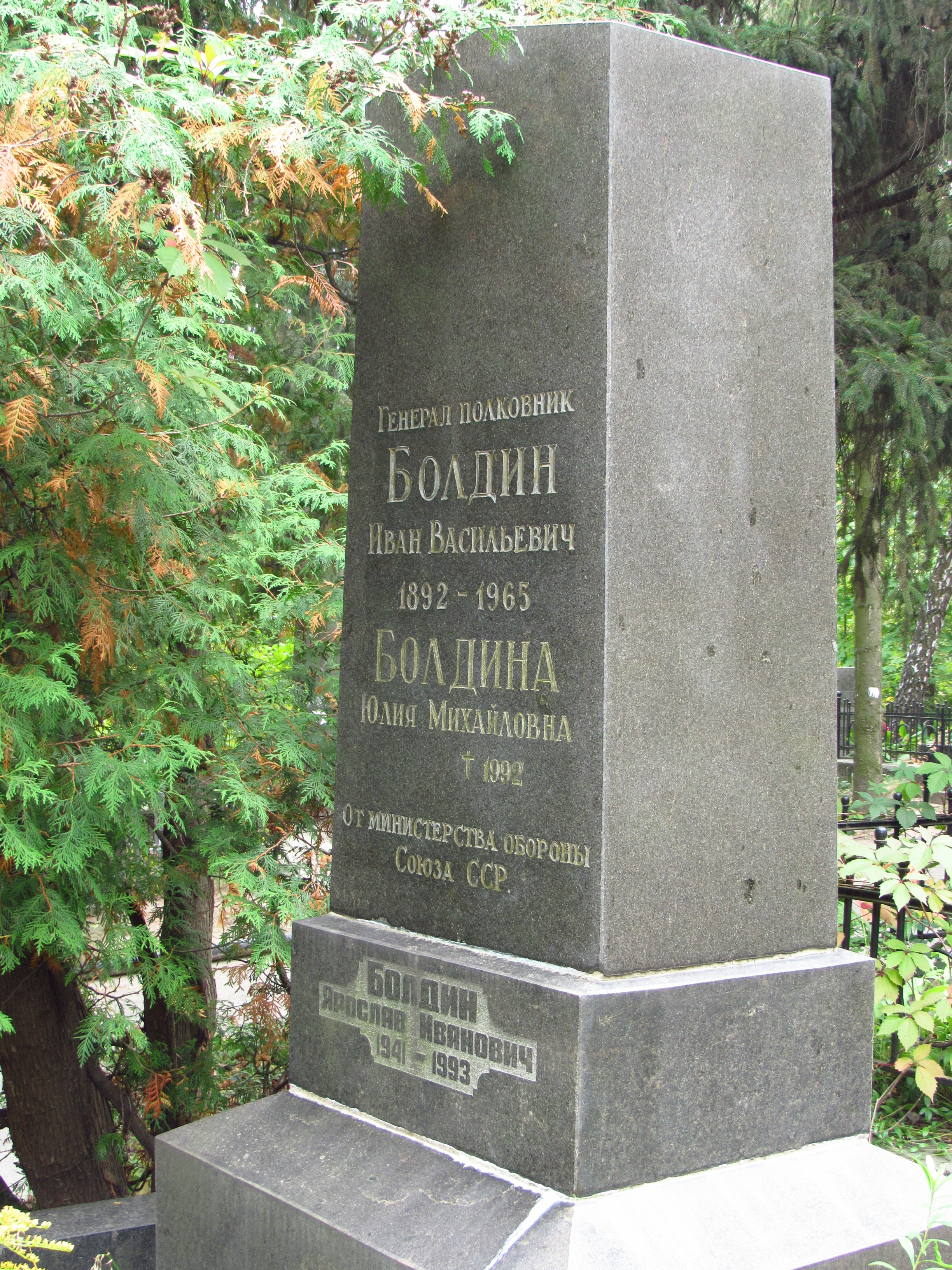
Lápida sepulcral del teniente general Iván Boldin en el cementerio de Baikove en Kiev.

- Comandante de Ejército de 2.º Rango (5 de diciembre de 1939)
- Teniente general (4 de junio de 1940)
- Coronel general (15 de julio de 1944)[15]

## Condecoraciones
A lo largo de su carrera militar Iván Boldin recibió las siguientes condecoracionesː
Unión Soviética
- Cruz de San Jorge (Imperio Ruso) (1916, 1917)
- Orden de Lenin, dos veces (2 de enero de 1942 y 21 de febrero de 1945)
- Orden de la Bandera Roja, tres veces (24 de febrero de 1933, 3 de noviembre de 1944 y 15 de noviembre de 1950)
- Orden de la Estrella Roja, dos veces (22 de febrero de 1938 y 9 de agosto de 1962)
- Orden de Suvórov  (18 de septiembre de 1943)
- Orden de Kutúzov (21 de julio de 1944)
- Medalla por la Defensa de Moscú
- Medalla por la Conquista de Viena
- Medalla por la Conquista de Budapest
- Medalla por la Victoria sobre Alemania en la Gran Guerra Patria 1941-1945
- Medalla del 20.º Aniversario del Ejército Rojo de Obreros y Campesinos (1938)
- Medalla del 30.º Aniversario de las Fuerzas Armadas de la URSS (1948)
- Medalla del 40.º Aniversario de las Fuerzas Armadas de la URSS (1958)
- Medalla Conmemorativa del 800.º Aniversario de Moscú

Otros países
- Medalla de la Victoria y la Libertad 1945 (República Popular de Polonia)
- Medalla por el Oder, Neisse y el Báltico  (República Popular de Polonia)
- Orden de la Bandera Roja (Mongolia)